# Hexafluorpropen
Hexafluorpropen (C3F6) ist die vollständig fluorierte Form des Propens. Das Molekül weist eine Doppelbindung zwischen den Kohlenstoffatomen auf.

## Gewinnung und Darstellung
Hexafluorpropen kann durch thermische Behandlung von Tetrafluorethen, Octafluorcyclobutan oder Chlortetrafluorethan sowie durch gemeinsame Pyrolyse von Chlordifluormethan und 2-Chlor-1,1,1,2-tetrafluorethan gewonnen werden. Es tritt auch bei extremer thermischer Belastung von Polytetrafluorethylen (PTFE) aus.

## Eigenschaften
Das farblose Gas ist fast geruchlos. Hexafluorpropen reizt die Atemwege und ist gesundheitsschädlich beim Einatmen. Es besitzt eine kritische Temperatur von 86,2 °C, einen kritischen Druck von 55,0 bar und eine Tripelpunkt-Temperatur von −156,5 °C (Schmelztemperatur).

## Verwendung
Hexafluorpropen wird als Prozessgas in der Plasmatechnik eingesetzt, um PTFE  ähnliche Schichten auf Oberflächen abzuscheiden. Es dient dabei als Comonomer für die technische Herstellung von Polymerisaten auf Basis von Tetrafluorethen (z. B. EFEP = Ethylen-TFE-HFP = Ethylen-Tetrafluorethylen-Hexafluorpropen).

## Risikobewertung
Hexafluorpropen wurde 2015 von der EU gemäß der Verordnung (EG) Nr. 1907/2006 (REACH) im Rahmen der Stoffbewertung in den fortlaufenden Aktionsplan der Gemeinschaft (CoRAP) aufgenommen. Hierbei werden die Auswirkungen des Stoffs auf die menschliche Gesundheit bzw. die Umwelt neu bewertet und ggf. Folgemaßnahmen eingeleitet. Ursächlich für die Aufnahme von Hexafluorpropen waren die Besorgnisse bezüglich hoher (aggregierter) Tonnage sowie der Gefahren ausgehend von einer möglichen Zuordnung zur Gruppe der CMR-Stoffe. Die Neubewertung fand ab 2015 statt und wurde von Italien durchgeführt. Anschließend wurde ein Abschlussbericht veröffentlicht mit der Schlussfolgerung, dass keine weiteren regulatorischen Maßnahmen auf EU-Ebene nötig sind.